# Vienna Capitals
Vienna Capitals je avstrijski hokejski klub, ki igra v Ligi EBEL. Domače tekme igra na Dunaju v Avstriji. Njihova dvorana se imenuje Albert Schultz Eishalle. 